# Cossyphe de Heuglin
Cossypha heuglini
Espèce
Statut de conservation UICN

 LC  : Préoccupation mineure
Le Cossyphe de Heuglin (Cossypha heuglini), également appelé cossyphe à sourcils blancs, est une espèce de passereaux de la famille des Muscicapidae.

## Habitat
Il fréquente notamment bosquets et forêts humides tropicales (miombo...) en Afrique subsaharienne.

## Divers
Le chant de cet oiseau inspira à Olivier Messiaen une page entière de musique pour piano dans son œuvre "des canyons aux étoiles..." (1974). Il s'agit du quatrième tableau de la première partie de l'œuvre (œuvre en trois parties et douze tableaux).